# Campeonato de España de Ciclismo en Ruta 1911
El XI Campeonato de España de Ciclismo en Ruta se disputó en Madrid el 14 de mayo de 1911 sobre un recorrido de 100 kilómetros.
El ganador de la prueba fue Jaime Durán, que se impuso en solitario en la línea de llegada. Lázaro Villada y Sebastián Masdeu completaron el podio.

## Clasificación general
| Pos. | Ciclista         | Equipo  | Tiempo    |
| ---- | ---------------- | ------- | --------- |
| 1.   | Jaime Durán      | Alcyon  | 3h 24'00" |
| 2.   | Lázaro Villada   | Peugeot | m.t.      |
| 3.   | Sebastián Masdeu | Peugeot | m.t.      |
| 4.   | José Magdalena   | Montpeó | a 1'00"   |
| 5.   | Guillermo Cuesta | -       | a 1'10"   |
| 6.   | Lorenzo Oca      | -       | a 3'00"   |
| 7.   | Ramón Torres     | -       | a 6'10"   |
| 8.   | Óscar Leblanc    | -       | a 7'10"   |
| 9.   | F. Duce          | -       | a 10'00"  |
| 10.  | Cesáreo Ruiz     | -       | a 12'15"  |